# Rot-Weiss Essen
Rot-Weiss Essen, tysk fotbollsklubb från Essen i hjärtat av Ruhrgebiet
Rot-Weiss Essen skall ej förväxlas med Schwarz-Weiss Essen. Klubbens storhetstid var under 1950-talet då man hade flera landslagsspelare som till exempel världsmästaranfallaren Helmut Rahn i laget. Essen blev cupmästare 1953 och följde upp med sitt hittills enda tyska mästerskap 1955. 
Under 1960- och 1970-talet spelade Essen några säsonger i Bundesliga utan att kunna riktigt etablera sig. Rot-Weiss Essen kom att få sämre ekonomi och klubben har de senaste 30 åren som högst spelat i 2. Bundesliga. 2009 spelar man i Regionalliga West (div IV). Trots att man saknar stora framgångar har man en stor och trogen fanskara.
Laget spelar på den näst intill utslitna Georg-Melches Stadion i Essen-Bergeborbeck i norra Essen. Arenan kallas i folkmun för Hafenstrasse och den ligger precis på den plats där klubben grundades 1907.

## Meriter
- Tyska mästare 1955
- Tyska cupmästare 1953

## Kända spelare
- Fritz Herkenrath
- Helmut Rahn
- Mesut Özil

## Svenskar i klubben
- Markus Karlsson

## Sverigekända
- Martin Hyský (AIK, 1996)
- Siw Malmkvist, stort RWE-fan som spelat in flera RWE-hymner